# Carteira Digital de Trânsito
A Carteira Digital de Trânsito (CDT) é um aplicativo desenvolvido pela Secretaria Nacional de Trânsito (Senatran) do Brasil através do Serviço Federal de Processamento de Dados (Serpro), com o propósito de facilitar o acesso aos documentos relacionados ao tráfego de veículos no país. Lançada em 27 de agosto de 2018 como parte das iniciativas de digitalização dos serviços públicos, a CDT possibilita que os cidadãos brasileiros armazenem digitalmente seus principais documentos de trânsito.
O principal objetivo do aplicativo da CDT é disponibilizar de maneira digital a Carteira Nacional de Habilitação (CNH) e o Certificado de Registro e Licenciamento de Veículo (CRLV). Esses documentos são necessários para a operação segura e legal de veículos em território nacional. A consolidação desses documentos em um único aplicativo simplificou consideravelmente o processo de gerenciamento e apresentação de documentos de trânsito, eliminando a necessidade de portar versões físicas.
Segundo a Senatran, a implementação da CDT buscou aprimorar a praticidade e a segurança para os usuários. Ao substituir os documentos físicos por versões digitais acessíveis por meio de dispositivos móveis, a CDT reduz a probabilidade de perda, roubo ou danos aos documentos convencionais. A autenticidade dos documentos digitais pode ser verificada pelo aplicativo Vio, também desenvolvido pela Serpro.